# Lunds centralstation
Lunds centralstation (Lund C) – największy dworzec kolejowy w Lund, w Skanii, w Szwecji. 
Budynek stacji został wybudowany w latach 50 XIX wieku. W czasie ekspansji 1872 - 1875 został zatwierdzony przez Adolfa Wilhelma Edelsvärda i innej ekspansji 1923 - 1926 został zatwierdzony przez Folke Zettervall.
W Lund krzyżują się linie kolejowe z Malmö, Sztokholmu i Göteborga.
W pierwszej połowie 2009 stacja kolejowa ma przejść remont. Perony będą szersze i wysokość dostosowana do nowych warunków.

## Połączenia
- Göteborg
- Helsingør
- Kalmar
- Karlskrona
- Kopenhaga
- Kristianstad
- Malmö
- Sztokholm